# Giselle van der Wiel
Pour les articles homonymes, voir Giselle et Van der Wiel.
Giselle van der Wiel est une actrice de cinéma et de séries télévisées australienne,,.

## Filmographie
- 2011 : Carmen: In the Land Farthest from (court métrage) : Carmen Soler
- 2012 : Bikie Wars: Brothers in Arms (série télévisée) : Samantha
- 2012 : Dead Moon Circus : JunJun
- 2013 : Dead Moon Circus Part 2 : JunJun
- 2013 : Guarding Aurora: A Love Story with Ninjas (court métrage) : Aurora
- 2013 : The Gauntlet (série télévisée) : Alice McIntyre (9 épisodes)
- 2013 : The One (court métrage) : Spanish
- 2013 : Hendrix (mini-série) : Samantha King (2 épisodes)
- 2013 : Nasty Pieces of Work (série télévisée) : Kylie
- 2013 : All In the Name (court métrage) : Catalina Tamayo
- 2014 : Beyond my Imagination (court métrage) : Bec Lopez
- 2015 : A Private Matter (court métrage) : Abbi
- 2016 : A Skype EX-Change (court métrage) : Gill's Ladies
- 2018 : Masculinity in Crisis (série télévisée) : Joanna
- 2018 : Reaching Distance : Chell
- 2018 : On Halloween : Jordan